# خانه موینی
خانه موینی مربوط به دوره قاجار است و در قزوین، خیابان مولوی، کوچه صالحیه، کوچه یزدی واقع شده و این اثر در تاریخ ۱۷ اسفند ۱۳۸۱ با شمارهٔ ثبت ۷۶۷۹ به‌عنوان یکی از آثار ملی ایران به ثبت رسیده است.